# 朱慧芳
朱慧芳（英語：Natalie Tsui Wai-fong），香港民主派人士，前香港油尖旺區議會佐敦西選區議員，是社區組織「佐敦有晴」創辦人，以及註冊普通料及精神科護士。

## 生平
人稱朱姑娘，是一名註冊護士和基督徒，成長於油尖旺佐敦區。 
2017年，文華新村（八文樓）的重建計劃令朱慧芳開始注意到當區居民的需要，萌生服務社區的念頭。朱慧芳由此以自己精神科護士的身份，建立並透過社區組織「佐敦有晴」為佐敦西社區居民服務。朱慧芳亦涉獵許多民主派的政界活動，如参與多項社區義工，並爭取長者退休保障。

## 從政
2019年3月7日，「反送中聯席」在政總外舉辦記者會，期間朱慧芳雙膝下跪呼籲及懇請政府諒解年輕人、聆聽民意，此事成為一項她為人所知的事件。
2019年香港區議會選舉，朱慧芳加入了民主動力的協調機制，參選油尖旺區議會佐敦西選區，並以2604對2233票擊敗陳少棠獲勝。
| 政党   | 政党     | 候选人    | 票数  | %      | ±      |
| ------ | -------- | --------- | ----- | ------ | ------ |
|        | 民主動力 | ①. 朱慧芳 | 2,604 | 53.84% | 不適用 |
|        | 經民聯   | ②. 陳少棠 | 2,233 | 46.16% | 不適用 |
| 多数票 | 多数票   | 多数票    | 371   | 7.67%  | 不適用 |